# Champawat

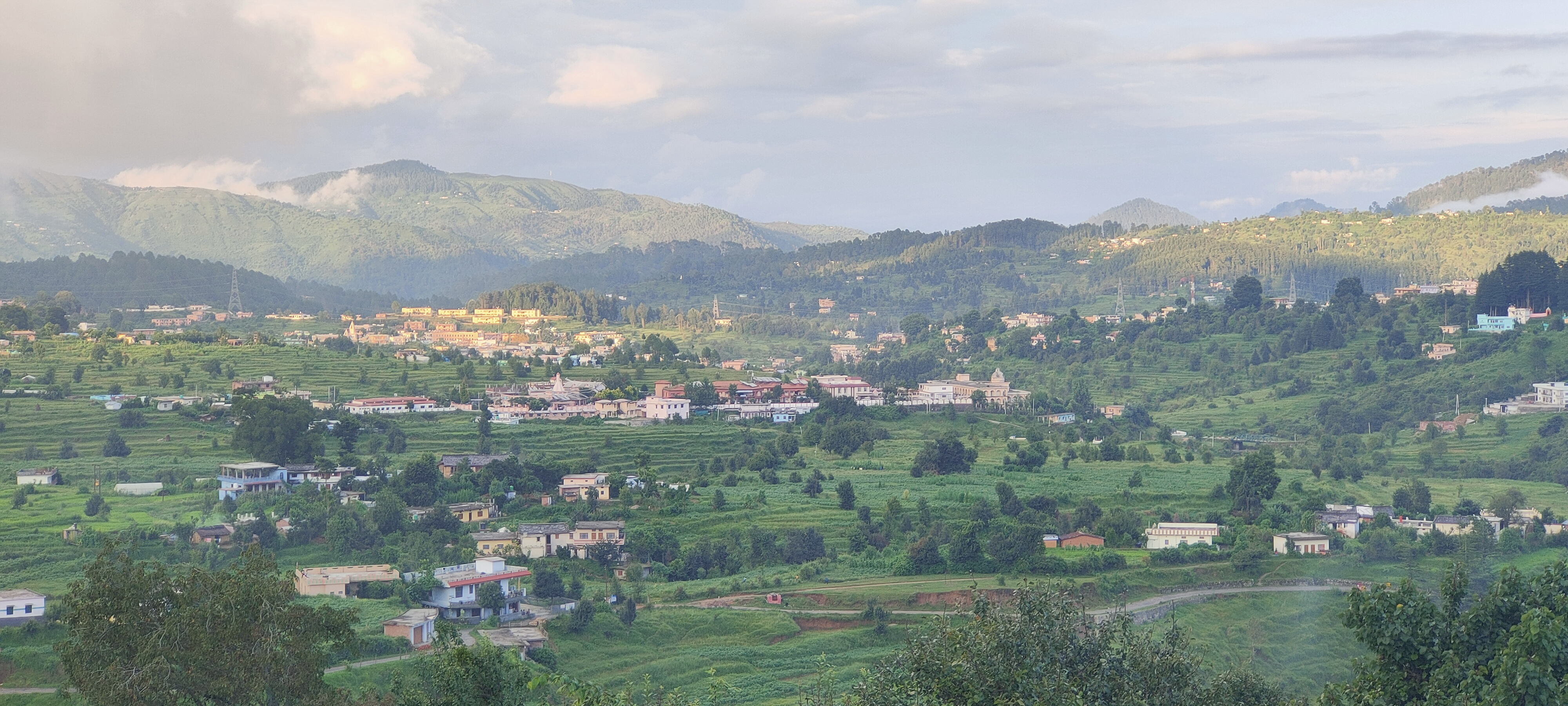
Vista da cidade de Champawat em 2018.

Champawat é uma cidade e uma Nagar Palika (conseho) no distrito de Champawat, no estado de Utaracanda, na Índia. É a sede administrativa do distrito de Champawat. A cidade era a antiga capital do Reino Kumaon. Champawat tem área de 1.766 Km2, população de 259.648 pessoas distribuídas em 705 vilas.